# Liste der Religionssenatoren von Bremen
Dies ist eine Liste der für Angelegenheiten der Kirchen bzw. Religionsgemeinschaften zuständigen Senatoren der Freien Hansestadt Bremen.
| Name (Konfession)                                                 | Amtsantritt                                                         | Senat                                                             | Partei                                                            |
| Senator für Justiz, Verfassung und für kirchliche Angelegenheiten | Senator für Justiz, Verfassung und für kirchliche Angelegenheiten   | Senator für Justiz, Verfassung und für kirchliche Angelegenheiten | Senator für Justiz, Verfassung und für kirchliche Angelegenheiten |
| ----------------------------------------------------------------- | ------------------------------------------------------------------- | ----------------------------------------------------------------- | ----------------------------------------------------------------- |
| Theodor Spitta (evgl.)                                            | 28. November 1946 22. Januar 1948 29. November 1951                 | Kaisen II Kaisen III Kaisen IV                                    | BDV                                                               |
| Senator für kirchliche Angelegenheiten                            |                                                                     |                                                                   |                                                                   |
| Erich Zander (evgl.)                                              | 28. Dezember 1955                                                   | Kaisen V                                                          | CDU                                                               |
| Ulrich Graf (ohne)                                                | 21. Dezember 1959 26. November 1963 20. Juli 1965 28. November 1967 | Kaisen VI Kaisen VII Dehnkamp Koschnick I                         | FDP                                                               |
| Moritz Thape (ohne)                                               | 15. Dezember 1971 3. November 1975                                  | Koschnick II Koschnick III                                        | SPD                                                               |
| Hans Koschnick (evgl.)                                            | 7. November 1979 10. November 1983                                  | Koschnick IV Koschnick V                                          | SPD                                                               |
| Klaus Wedemeier (evgl.)                                           | 18. September 1985 15. Oktober 1987 11. Dezember 1991               | Wedemeier I Wedemeier II Wedemeier III                            | SPD                                                               |
| Henning Scherf (evgl.)                                            | 4. Juli 1995 7. Juli 1999 4. Juli 2003                              | Scherf I Scherf II Scherf III                                     | SPD                                                               |
| Jens Böhrnsen (evgl.)                                             | 8. November 2005 29. Juni 2007 30. Juni 2011                        | Böhrnsen I Böhrnsen II Böhrnsen III                               | SPD                                                               |
| Senator für Angelegenheiten der Religionsgemeinschaften           |                                                                     |                                                                   |                                                                   |
| Carsten Sieling (ohne)                                            | 15. Juli 2015                                                       | Sieling                                                           | SPD                                                               |
| Andreas Bovenschulte                                              | 15. August 2019 5. Juli 2023                                        | Bovenschulte I Bovenschulte II                                    | SPD                                                               |